# 化学热力学
化學熱力學（英語：Chemical thermodynamics）是在熱力學定律範疇之下，研究化學反應以及系統狀態之間熱和功的交互關係。化學熱力學不僅包含實驗測定不同的熱力學性質，還應用數學分析來探討化學問題及自發過程。
化學熱力學的建構是基於前兩個熱力學定律，由熱力學第一、第二定律，四個方程式可得到“吉布斯函數”。再由這些方程式對應热力学系統中的熱力學性質推導出相對簡單的數學，由此勾略出化學熱力學的數學架構。
由此可知，化學熱力學不僅是基於熱力學第一和第二定律發展而成，還加入一些數學函數以及其他理論概念，因而成為一種可以解答各種不同問題的工具。

## 歷史

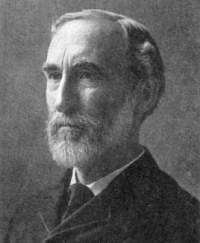
約西亞·吉布斯——化學熱力學的建立者

公元1865年，德國物理學家克勞修斯在他的著作《熱的機械原理》一書中提出了熱化學的原理，例如：熱在燃燒中的釋放，可適用於熱力學。之後，美國數學兼物理學家吉布斯接續克勞修斯的研究成果，他於1873年至1876年發表了三篇一系列的文章，其中最有名的一篇報告是《非均相物質間的平衡》。在這些報告中，吉布斯證明了熱力學第一、第二定律如何以圖形及數學方法來測量，不僅可確定化學反應中兩邊的熱平衡，還可得知化學反應的發生的趨勢或者反應行進的方向。吉布斯收集了其他熱力學相關研究人員的著作，如克勞修斯跟尼古拉·卡諾的論文，提供了第一個在研究熱力學基礎理論上的整合架構。
吉布斯利用能量函數來描述系統的狀態，因此比原本化學或物理理論規則更具實用性，換句話說他利用能量學來描述化學比用熱力學來得容易。所以在熱力學前面加一個形容詞化學（英語：chemical）以強調其意義。
20世紀初，有兩本重要著作成功的應用吉布斯的化學過程原理，因而建立了化學熱力學的科學基礎。第一本是1923年由吉爾伯特·路易斯和朗德爾合著的教科書《化學物質之熱力學與自由能》。這本書在英語世界中作為取代化學親和力為自由能方面的術語，扮演一個很大的因素。第二本是古根漢於1933年所著的《吉布斯之現代熱力學方法》（英語：Modern Thermodynamics by the methods of Willard Gibbs）。因為這兩本書廣泛的運用在化學熱力學，路易斯、朗德爾和古根漢被認為是對現代化學熱力學做出重大貢獻的奠基者。

## 應用
經過十九世紀末到二十世紀初，化學熱力學的蓬勃發展，這些原本適用於熱機效率預測的理論，漸漸的也開始用於預測其他能量間的轉換，包含化學變化、生物反應甚至地質學上的能量變化間的轉換，例如：化學熱力學的原理用在化學工廠，可以在不同壓力、溫度下計算氨與氫的產量，以及導出人類紅血球與血漿之間鈉、鉀離子的平衡分佈，來研究出鹼金屬離子在細胞膜進出活性的反應機構；在地質學上，以化學熱力學計算出石墨與鑽石形成的溫度與壓力條件，便可以推測出形成鑽石的地質情況以及如何製造人工鑽石。

## 理論綜覽
化學熱力學主要的目的是確立一個判斷準則，在給予一個狀態轉換時能判定其發生的可能性或自發性。透過這種方式，通常用來預測以下能量交換過程：
1. 化學反應
2. 相變
3. 溶液組成

以下是狀態函數在化學熱力學中重要的相關函數：
- 內能（U）
- 焓（H）。
- 熵（S）
- 吉布斯能（G）

物理相變關係圖

大部分化學熱力學特性是由熱力學第一和第二定律而產生，尤其是這些狀態函數的能量守恆。
熱力學三大定律：
- 第一：在宇宙中能量總和恆為定值
- 第二：在自發過程中，熵值恆為增加
- 第三：在絕對零度狀態下，所有具完美晶體型式之純元素或物質，其熵值為零

## 化學能

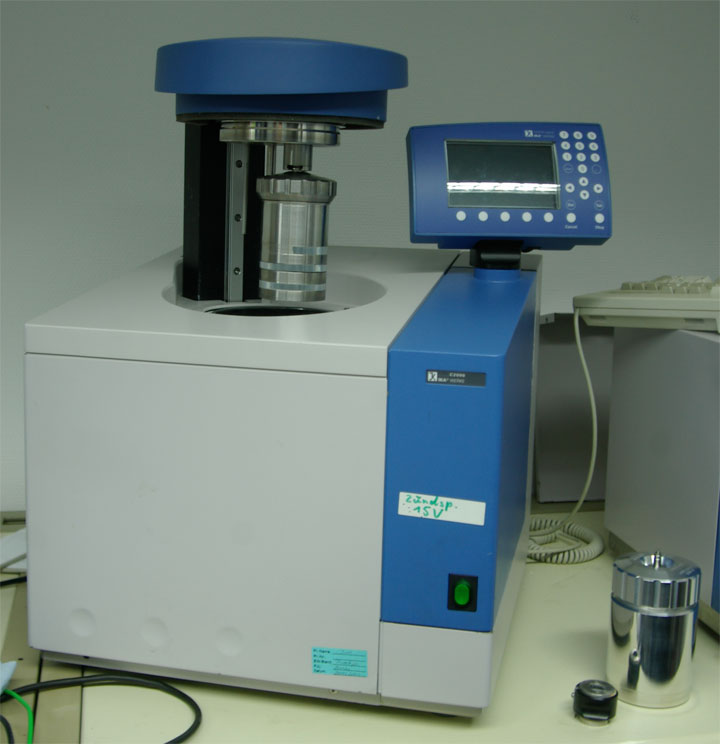
新型的彈卡計

化學能是指一個化學物質經過化學反應後發生質變或者轉換成其他化學物質的潛在能量。化學鍵之結合或分解是由於化學系統中能量的吸收或釋放。
一組化學物質在反應中所釋放（或吸收）的能量等於生成物與反應物之能量差。這個能量變化稱之為化學反應內能。
在這裡{\displaystyle \Delta {U_{f}^{\circ }}_{\mathrm {reactants} }}代表形成反應物之分子內能，由計算反應物分子化學鍵之鍵能而得；{\displaystyle \Delta {U_{f}^{\circ }}_{\mathrm {products} }}則是代表生成物形成之分子內能。
內能在反應過程中的改變相等於定容（在封閉的剛性容器中，如彈卡計）下所測量出之熱量變化。然而，在定壓下，若反應是在連通大氣之容器當中，所測量出的熱量變化就不會一直恆等於內能變化，這是因為壓力對體積做功同樣也會釋放或吸收能量。（熱量於定壓下的變動稱之為焓變化；該情況稱為標準摩爾生成焓）
另一個有用的術語為燃燒熱，主要描述能量釋放是來自於燃燒反應，常被應用於燃料研究上。食品類似於碳氫化合物燃料及碳水化合物燃料，在被氧化後其熱質含量是相似的。（雖然並非同樣以碳氫燃料的方式來評估—參閱食品熱量）
在化學熱力學中用於稱呼化學內能的術語為化學勢，以及用於化學轉換上的方程式常被稱為吉布斯-杜亨方程。

## 化學反應
大多數情況下，化學熱力學關注於系統內部的自由度及過程，如化學反應及相變，若要使熵停止增加，則系統必須維持平衡，所以運用使系統兩端緊密聯繫的設備，如活塞或電極，透過外部做功之傳送及接收，使系統內部達到動態或準靜態平衡。即使均質且"龐大"的材料，其自由能函數仍是取決於所含化合物，如同包含內能在內所有的延伸之熱動力位能。若化學形態組成之數目{Ni}，從方程式中移除，則描述物質組成變化會變的非常困難。

### 吉布斯函数
對於"大量"（非結構化）的系統，人們會在最後保留外加變數。
全成分變數（英語：extensive compositional variables）{Ni}，主要描述系統組成物，及所含化學物質的數量，以亞佛加厥數（或稱莫耳數）做為分子數量表示。
若在系統中把各成分莫耳數變化考慮進來，則在方程式中列入G與Ni之關係
{\displaystyle G=G(T,P,\{N_{i}\})\,.}
上式全微分方程式變成
{\displaystyle dG=\left({\frac {\partial G}{\partial T}}\right)_{P,N_{i}}\,dT\,+\left({\frac {\partial G}{\partial P}}\right)_{T,N_{i}}\,dP\,+\sum _{i}\left({\frac {\partial G}{\partial N_{i}}}\right)_{T,P,N_{i}}\,dN_{i}\,}
若系統中只有PV作功，則利用μi將上式改寫為
{\displaystyle dG=-SdT+VdP+\sum _{i}\mu _{i}dN_{i}\,}
系統內化學勢以μi表示，i-th為熱力學組成
{\displaystyle \mu _{i}=\left({\frac {\partial G}{\partial N_{i}}}\right)_{T,P,N_{j\neq i},etc.}\,.}
在溫度（T）及壓力（P）為定值情況下，自由能最易於從實驗表示，也最接近於生物表現。
{\displaystyle (dG)_{T,P}=\sum _{i}\mu _{i}dN_{i}\,.}

### 化學親和力
雖然這個有系統的陳述具有數學意義，但並不是特別淺顯易懂，因為這並非單純的只是從系統中獲得或移除分子。反應過程中一定伴隨著組成、結構改變；例如：單一（或多個）化學反應，或者為分子從一個相態（液相）移動到另一個相態（固相或氣相）中。
由此找出一個數學表示法，而且並非看似描述組成物質數量Ni可被任意改變。所有現實中的反應過程都必須遵守質量守恆，而且必須保持每一種原子數目不滅，無論分子是否轉移，都須視為"系統"的一部分。
因此，我們導入一個明確變數來描述化學反應過程的進展，一個前進變數（progress variable）ξ表示反應度，以及使用偏導數∂G/∂ξ（因為其結果量的並非有限變化，所以取代常用的"ΔG"）。其結果是一個可被理解的表示式，作為描述dG與化學反應間（或其他反應過程）的關係度。
若只有單一反應
{\displaystyle (dG)_{T,P}=\left({\frac {\partial G}{\partial \xi }}\right)_{T,P}\mathrm {d} T}
若我們在i-th個組成的反應中導入化學計量係數
{\displaystyle \nu _{i}=\partial N_{i}/\partial \xi \,}
生成物以正值表示，反應物則以負值表示，如下所示
{\displaystyle CH_{4}+H_{2}O\to CO+3H_{2}}
則個別化學物質{\displaystyle \nu _{i}\,}值為
{\displaystyle \nu _{CH_{4}}=-1\quad \nu _{H_{2}O}=-1\quad \nu _{CO}=1\quad \nu _{H_{2}}=3}
在得知有多少分子i被消耗或生成之後，便能導出偏導數代數表示式
{\displaystyle \left({\frac {\partial G}{\partial \xi }}\right)_{T,P}=\sum _{i}\mu _{i}\nu _{i}=-\mathbb {A} \,}
在這裡介紹一個描述不同物質間反應能力的簡單歷史名詞─"化學親和力"，並以大寫A作為表示，這個概念由敦德爾於1923年提出。
負號在方程式中表示化學親和力的規則，其規則描述在吉布斯能的改變量為負的情況下，自發反應才會發生，這意味著此化學物質與其他反應物有正向化學親和力。
G以簡單微分之型式來表示與組成變化間之關係
{\displaystyle (dG)_{T,P}=-\mathbb {A} \,d\xi \,.}
若有幾個反應同時發生，則表示為
{\displaystyle (dG)_{T,P}=-\sum _{k}\mathbb {A} _{k}\,d\xi _{k}\,.}
一組反應坐標{ξj}，並不能呈現出所有成分莫耳變化(Ni}可被任意改變。以上算式在熱力學平衡時等於零，而在真實存在的系統，化學反應以有限速度產生熵時則為負數。這表示在每個物理上個別獨立 反應過程可以更明確的代入反應速率dξj/dt。
{\displaystyle \mathbb {A} \ {\dot {\xi }}\leq 0\,.}
這是一個值得關注的結果，因為化學勢是密集的系統變數，其完全取決於所在的分子環境。那並不能了解溫度及壓力（或者其他系統變數）是否將隨著時間保持定值，這純粹是一個狹隘，而且無論如何都必須去遵守的準則。

## 深入閱讀
- Herbert B. Callen. . Wiley & Sons. The clearest account of the logical foundations of the subject. 1960. ISBN 0471130354. Library of Congress Catalog No. 60-5597
- Ilya Prigogine & R. Defay, translated by D.H. Everett; Chapter IV. . Longmans, Green & Co. Exceptionally clear on the logical foundations as applied to chemistry; includes non-equilibrium thermodynamics. 1954.
- Ilya Prigogine. . Interscience: John Wiley & Sons. A simple, concise monograph explaining all the basic ideas. 1967. Library of Congress Catalog No. 67-29540
- E.A. Guggenheim. . North Holland; John Wiley & Sons (Interscience). A remarkably astute treatise. 1967. Library of Congress Catalog No. 67-20003
- Th. De Donder. Bull. Ac. Roy. Belg. (Cl. Sc.) (5). 1922, 7: 197, 205. 缺少或|title=为空 (帮助)